# Sports Illustrated Stadium
|  | No s'ha de confondre amb Red Bull Arena (Leipzig). |

El Sports Illustrated Stadium, conegut anteriorment com a Red Bull Arena és un estadi específic de futbol de l'àrea metropolitana de Nova York i és la seu dels New York Red Bulls, un club de la Major League Soccer. Es troba a Harrison, Nova Jersey, Estats Units.
Va ser inaugurat el 2010 amb una capacitat d'uns 25.000 espectadors. És un estadi construït a l'estil europeu amb tots els seients coberts per una estructura ondulada translúcida, és un dels estadis més moderns del món. El desembre de 2024 va haver-hi un acord entre les marques pel canvi de patrocini i el conseqüent canvi de nom pels propers 13 anys.